# القوم (آلهة)
شيع القوم أو القوم كان إله الحرب والليل عند عرب الأنباط، وحارس القوافل. وكان يُعرف أيضًا باسم "حامي العشيرة".
وقد عُثِر على عدد كبير من النقوش التي تحمل اسمه، ويعتقد علماء الآثار أنه كان أحد الآلهة الرئيسين في آلهات الأنباط. ولكي تتناسب مع الحضارة الغربية، ارتبطت القائم فيما بعد بالإله اليوناني/الروماني آريس أو المريخ. وباعتباره إله الليل، فقد كان يحمي أرواح النائمين على شكل نجوم، ويرافقهم في رحلتهم الليلية عبر العوالم السماوية، كما كان يرشد القوافل في الصحراء بواسطة النجوم.

## في الثقافة الشعبية
فرقة بلاك ميتال الغنائية في المملكة العربية السعودية، النمرود، تستخدم هذا البانثيون مصدر إلهام لموسيقاها.
القوم هو اسم إحدى سفن أسطول إكسودان الفضائية في رواية سجل قلة مواليد الفضاء [الإنجليزية] التي كتبتها بيكي تشامبرز [الإنجليزية] عام 2018.